# Libertia paniculata
Libertia paniculata là một loài thực vật có hoa trong họ Diên vĩ. Loài này được (R.Br.) Spreng. miêu tả khoa học đầu tiên năm 1824.